# Hommage à Delacroix

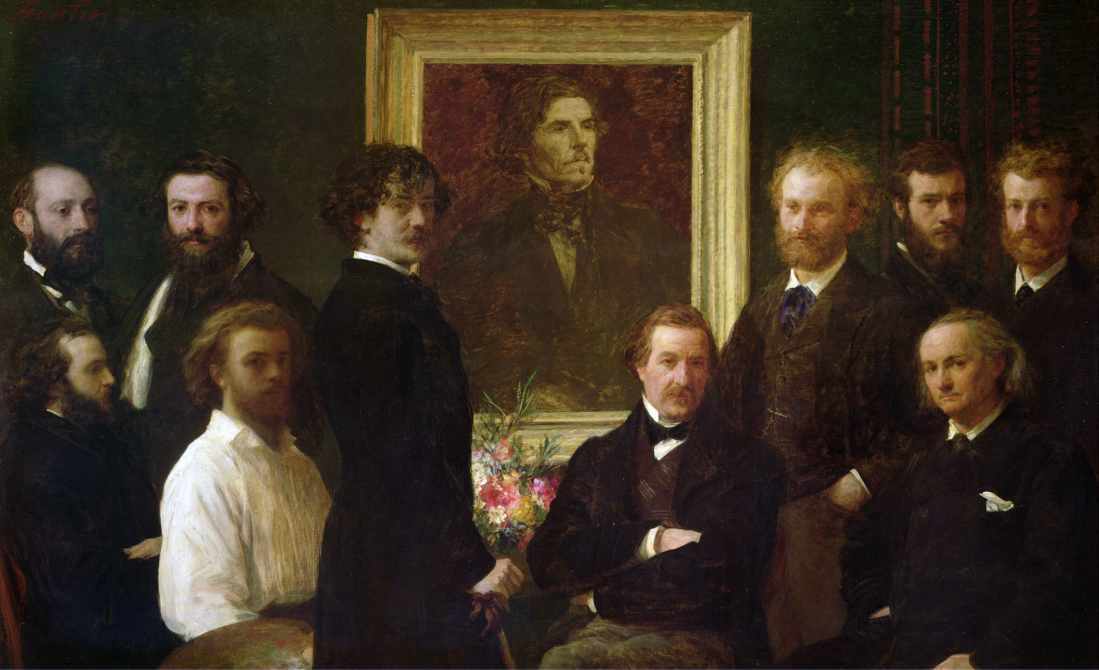
Hommage à Delacroix
Henri Fantin-Latour, 1864;
Öl auf Leinwand, 160 × 250 cm,
Musée d’Orsay, Paris

Hommage à Delacroix ist ein Gruppenporträt von Henri Fantin-Latour aus dem Jahre 1864. Das Gemälde ist 160 × 250 cm groß und hängt im Musée d’Orsay in Paris.
Das Gesamtwerk Fantin-Latours besteht überwiegend aus Stillleben. Neben wenigen Einzelporträts fallen mehrere Gruppenbildnisse aus dieser Serie auffallend heraus. Hiervon ist Hommage à Delacroix das erste Gruppenporträt des Künstlers. Fantin-Latour, der sich dem Realismus verbunden sah und zwei Jahre mit Gustave Courbet zusammenarbeitete, wollte dem Maler des Gemäldes Die Freiheit führt das Volk ein Huldigungsbild malen. Er begann kurz nach dem Tod von Eugène Delacroix im August 1863 zu ersten Studien für das Gemälde. Hierin ist stets eine Gruppe Bewunderer vor der Büste von Delacroix versammelt. Teilweise ist die Büste zudem von einer weiblichen trauernden Figur und einen Engel mit Lorbeerkranz umgeben. 
Im ausgeführten Gemälde verzichtet Fantin-Latour jedoch auf die Darstellung einer Delacroix-Büste und stellt den verstorbenen Maler mittels eines Gemäldes dar. Dieses Bild im Bild geht dabei weniger auf ein 1837 entstandenes Selbstporträt von Delacroix zurück, sondern zeigt deutlich Parallelen mit einer Fotografie von Nadar. Delacroix ist, im Vergleich zu den Studien, im Gemälde in die Bildmitte gerückt und die umstehenden Bewunderer wenden sich nicht mehr der Darstellung von Delacroix zu, sondern richten, mit einer Ausnahme, alle den Blick auf den Bildbetrachter. Einzig der am linken Bildrand sitzende Kunstkritiker Édmond Duranty schaut wie Delacroix zum rechten Bildrand. Neben Duranty sitzend, hat sich der Maler Fantin-Latour selbst dargestellt. Er trägt nicht wie die anderen Dargestellten einen Anzug, sondern hat sich im offenen Hemd und mit Palette in der rechten Hand als Maler des Delacroixbildes dargestellt. Diese Darstellung gleicht Fantin-Latours Selbstporträt aus dem Jahr 1859. Auf der rechten Seite sitzt, noch vor dem Bild von Delacroix, der Schriftsteller Jules Champfleury und daneben sein Kollege Charles Baudelaire. Die stehenden Personen sind von links nach rechts die Maler Louis Cordier (1823–1906), Alphonse Legros, James McNeill Whistler, Édouard Manet, Félix Bracquemond und Albert de Balleroy.
Der Hommage à Delacroix folgten weitere Gruppenporträts: 1870 entstand Un atelier aux Batignolles, in dem Fantin-Latour Édouard Manet in den Mittelpunkt stellte und 1872 porträtierte er in Le Coin de table zeitgenössische Schriftsteller und Dichter. Darüber hinaus versuchte sich Fantin-Latour in einer Ölstudie mit dem Titel Hommage à Berlioz (Rijksmuseum Amsterdam) an einem der Musik gewidmeten Gruppenbildnis. Hierin greift er auf die ursprünglich für Hommage à Delacroix gefertigten Studien zurück und stellt eine Büste des Musikers Hector Berlioz in den Mittelpunkt des Bildes. Im 1885 entstandenen Gemälde Autour du piano versammelt Fantin-Latour eine Gruppe von Musikern um ein Klavier.

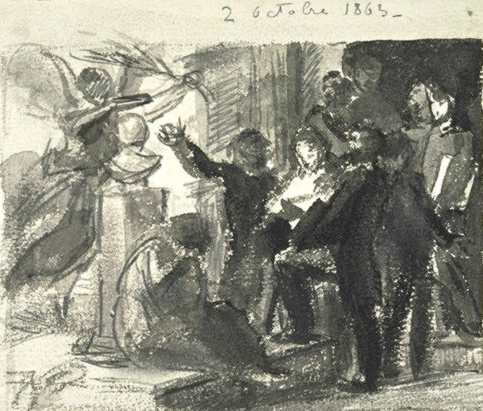
Henri Fantin-Latour: Hommage à Delacroix Studie 1863
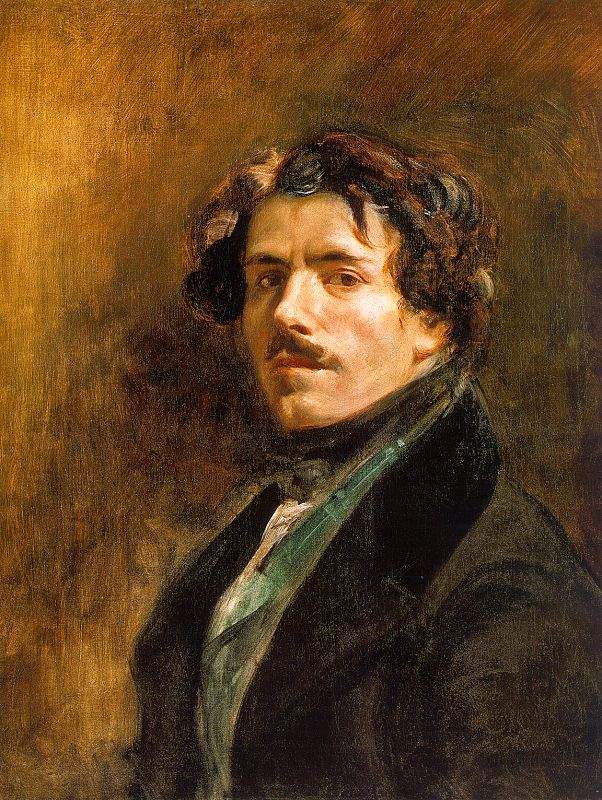
Eugène Delacroix: Selbstporträt 1837
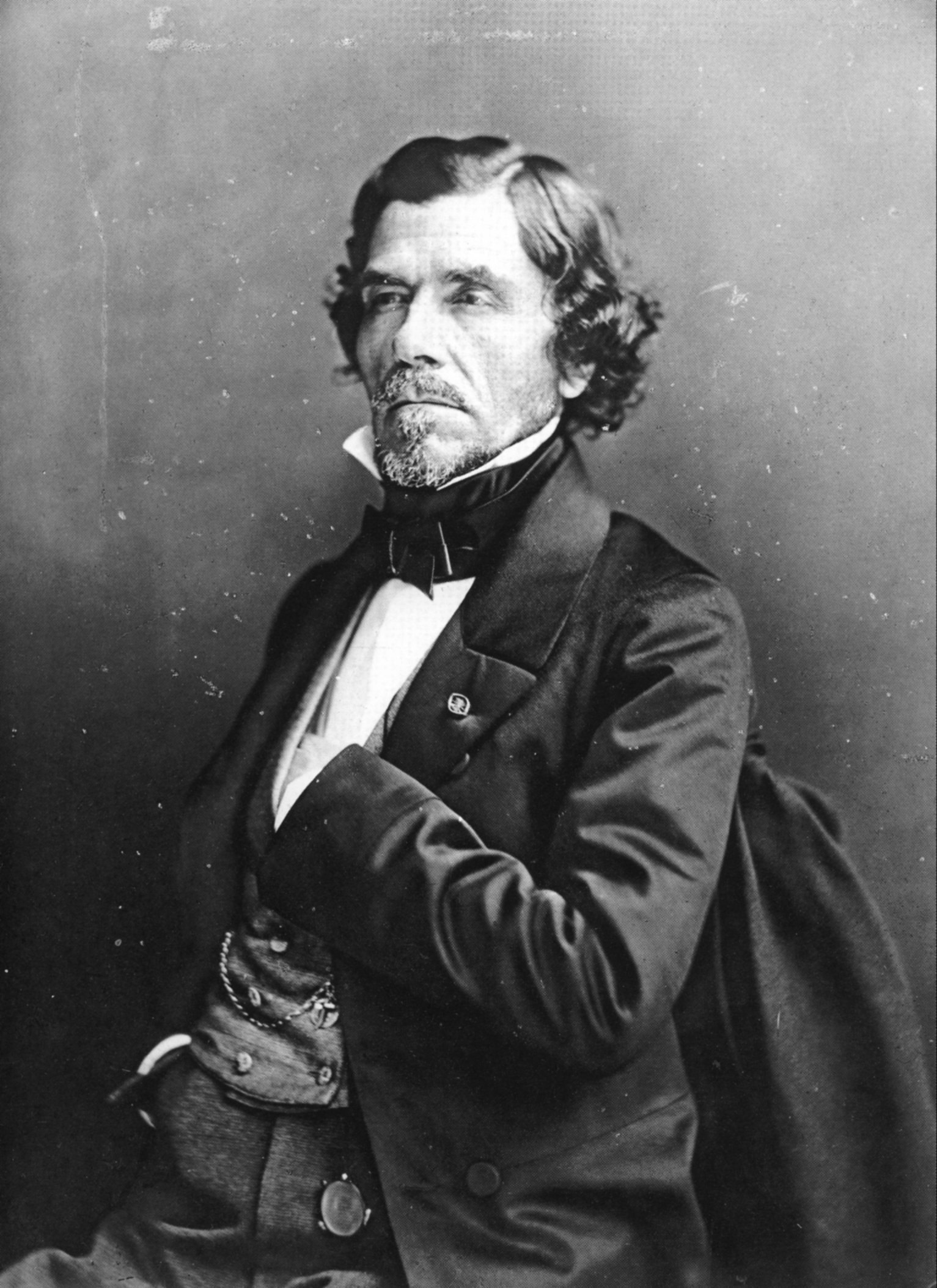
Nadar: Eugène Delacroix um 1860
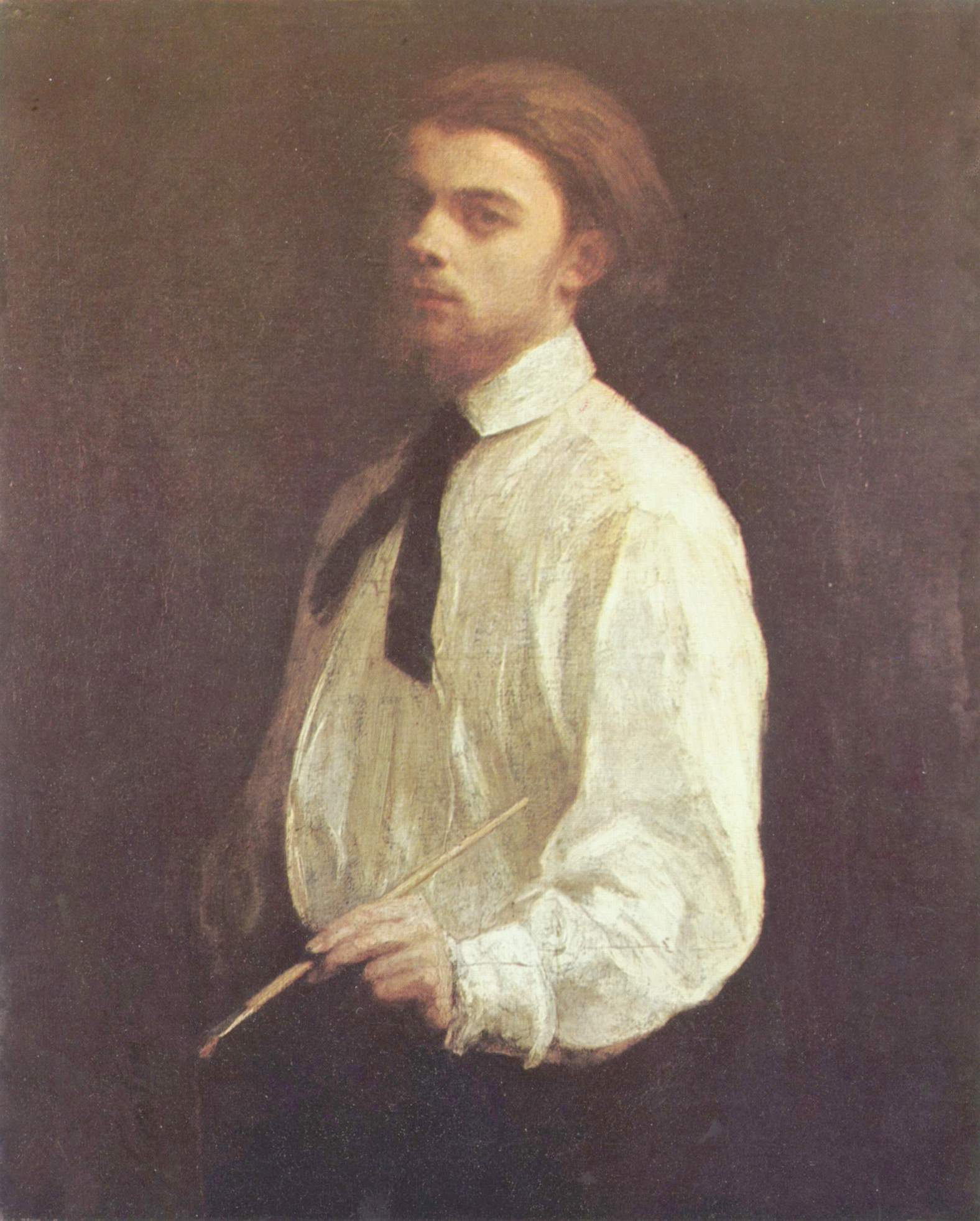
Henri Fantin-Latour: Selbstporträt 1859